# The Road Warrior (soundtrack)
Mad Max 2: Original Motion Picture Soundtrack är filmmusiken från filmen The Road Warrior (1981). Albumet utgavs på vinyl 1982 och på CD 1990.

## Låtlista
Alla låtar är komponerade av Brian May.
| 1.           | Montage/Main Title  | 4:53  |
| 2.           | Confrontation       | 2:32  |
| 3.           | Marauder's Massacre | 3:13  |
| 4.           | Max Enters Compound | 4:08  |
| 5.           | Gyro Saves Max      | 3:55  |
| Total längd: | Total längd:        | 18:41 |

| 6.           | Break Out                                                                                           | 3:26  |
| 7.           | Finale and Largo                                                                                    | 5:06  |
| 8.           | End Title                                                                                           | 3:19  |
| 9.           | SFX Suite (Boomerang Attack/Gyro Flight/The Big Rig Starts/Break Out/The Refinery Explodes/Reprise) | 4:36  |
| Total längd: | Total längd:                                                                                        | 16:27 |